# 李文祥 (成化進士)
李文祥（1464年—1493年），字天瑞，湖廣承宣布政使司黃州府麻城縣（今湖北省麻城市）人，明朝政治人物。

## 生平
李文祥祖父李正芳任山西布政使，其父李㵾官至陝西參政。李文祥二十岁中举，二十四歲登成化二十三年（1487年）丁未科進士。当时万安执政，重視其才，因為其孫萬弘璧與李文祥同榜，於是在家裡款待他，李文祥則內心不滿，在題詞言語中暗語諷刺，萬安怨恨甚深。
不久，明孝宗繼位，李文祥上疏批評政局。宦官以及內閣大臣萬安、劉吉、尹直等讀後，對他非常厭惡。貶為陝西咸寧縣丞，南京主事夏崇文論救未果。工部主事林沂復請召李文祥、湯鼐、陳獻章、謝鐸等。當時朝廷大臣亦多為舉薦，但被劉吉、尹直阻撓。
弘治二年（1489年），經尚書王恕、都御史邊鏞舉薦，李文祥升任兵部職方司主事，堅拒屬下行賄。到職不到一月，又因為吉人案而下獄，貶為貴州興隆衞經歷。都御史鄧廷瓚征苗族叛亂，詢問其用兵之道，并被其才能所驚訝，準備舉薦為監司。李文祥則稱不可，最後堅持辭職告歸。途徑河南商城，渡冰落水遇難，年僅三十歲。

## 家族
曾祖李瑗，封戶部主事；祖父李正芳，布政司右布政使進階通奉大夫正治卿；父李㵾，戶部郎中。母趙氏（封宜人）。重庆下。

## 延伸阅读
Module:Wikisource_further_reading第46行Lua错误：attempt to concatenate local 'id' (a nil value)